# Broccostella
Broccostella település Olaszországban, Lazio régióban, Frosinone megyében. Lakosainak száma 2681 fő (2023. január 1.). Broccostella Arpino, Campoli Appennino, Fontechiari, Posta Fibreno és Sora községekkel határos.

## Népesség
A település népessége az elmúlt években az alábbi módon változott:
| Lakosok száma | 2710 | 2708 | 2681 |
|               | 2017 | 2018 | 2023 |